# 스티븐 스피넬라
스티븐 스피넬라(Stephen Spinella, 1956년 10월 11일 ~ )는 미국의 배우이다. 미국 해군 비행기 정비사인 미국인 아버지 밑에서 나폴리에서 태어났다.

## 출연 작품
- 존 레논 리포트 (2015년)
- 더 노멀 하트 (2014년) - 샌포드 역
- 하우스 오브 더스트 (2013년)
- 루버 (2010년) - 류테넌트 채드 역
- 밀크 (2008년)
- 허프 (2004년)
- 코니와 칼라 (2004년)
- 하우스 오브 디 (2004년)
- 버블 보이 (2001년)
- 블러드 솔저 (1999년) - 녹스 소령 역
- 과거로부터 (1998년)
- 위대한 유산 (1998년)
- 왓 더 데프 맨 허드 (1997년)
- 사랑! 용기! 연민! (1997년)
- 자칼 (1997년) - 더글러스 역
- 페이스풀 (1996년)
- 가상 현실 (1995년)
- 앤 더 밴드 플레이드 온 (1993년)

### 텔레비전
- 로열 페인스 (2013-16)